# Doromb
A doromb pengetéssel és fúvással megszólaltatott egyszerű hangszer. Egy keretből és az arra rögzített rugalmas nyelvből áll, melynek anyaga legtöbbször acél, némely változata bambuszból vagy más rugalmas anyagból készül. Mind az idiofon hangszerek, mind az aerofon hangszerek közé besorolható.

## Játékmód
A játékos a keretet a fogaihoz szorítja úgy, hogy a rugalmas nyelv szabadon mozoghasson a fogsorok között, és annak általában kifelé hajlított, szabad végét a mutató- vagy hüvelykujjával pengeti. A szájüreg térfogatának változtatásával a rezgő fémnyelv rezgésének különböző felhangjai emelhetők ki, így egyszerű, a természetes hangsoron alapuló dallamok hozhatók létre, miközben az alaphang a folytonosan búgó burdon szerepét tölti be. Ez az alapzönge levegő beszívásával-kifújásával felerősíthető, illetve a rekeszizom lüktető mozgásával ritmuskíséretté alakítható, ebben az esetben a hangszer szabad nyelvsípként is működik. Mivel a szájüreg mérete és alakja könnyedén alakítható, változatos hatásokat és hangokat lehet a kis hangszerből kicsalni, akár két oktáv terjedelemben. A rezonátor maga az emberi fej, ezért a hangszer nagyon egyszerű, és kis helyen elfér.

## Ápolása
Lehetséges, hogy fa- vagy papírtokot adnak a hangszerhez. A visszahajló pengető rész letörhet, amennyiben lapos helyen próbálják a hangszert tárolni. A zsebben tartás emiatt kerülendő. Használat után érdemes egy finomabb kendővel letörölni, illetve abba hajtogatni (és úgy tárolni egy rögzített helyen). A fa- és fémdorombok állagmegóvását segíti az olajos áttörlés.

## Története

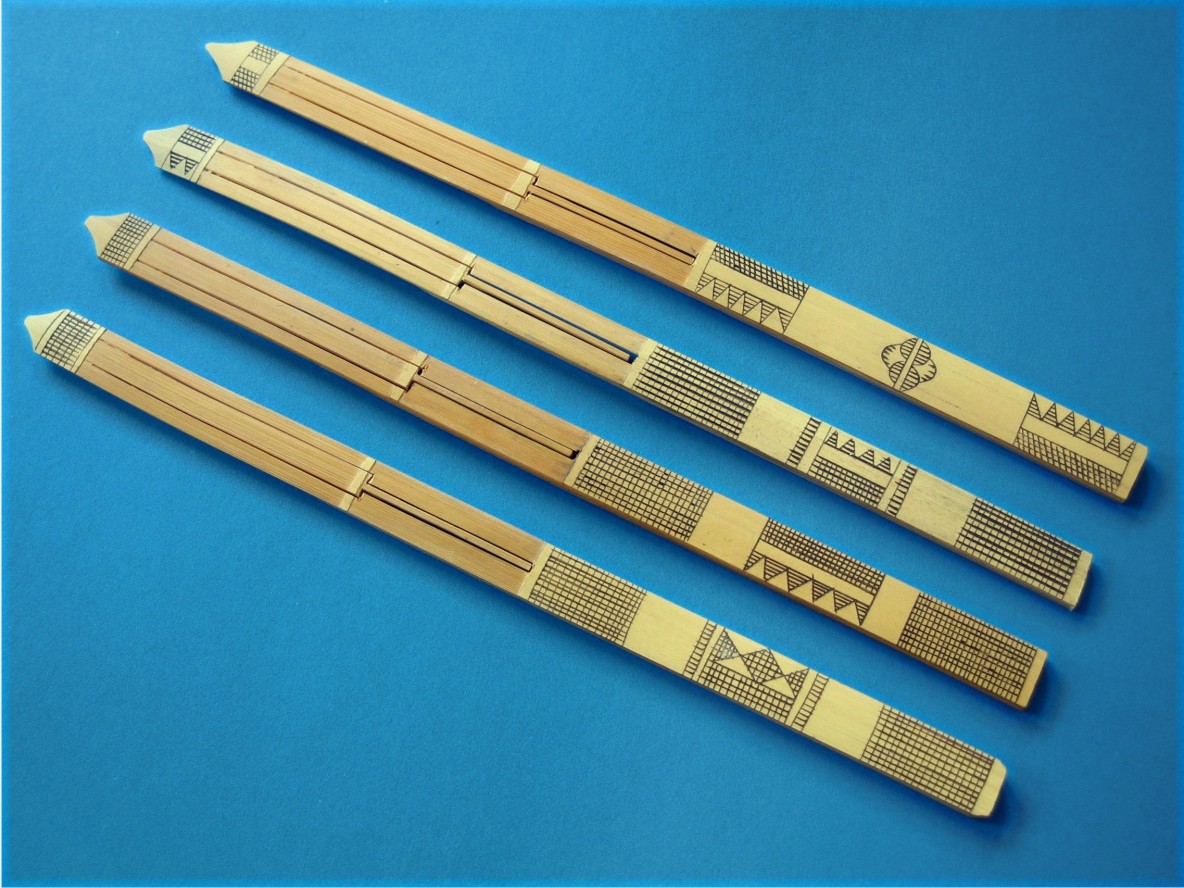
Bambuszból készített ősi stílusú dorombok, kb. 20 cm-esek

A doromb eredete az ősidőkbe vész, alapját a megpecegtetett és rezgő fapálca adja, melynek hangját edénnyel vagy jelen esetünkben szájüreggel is fel lehet erősíteni. A zenei íjnak is van olyan változata, amely szájrezonátorral hoz létre dallamokat. Ma már a világ minden táján ismerik, fából, levélből, bambuszból és csontból is készülhet – a vasból, acélból készültek a legtartósabbak. A legrégebbi dorombok, amiket ásatásokon találtak kb. 2500 évesek. Valószínűsíthető, hogy szibériából származik, de a párhuzamos fejlődése sem kizárt. A dél-Szibériai Altaj-hegységben találtak egy kb. 1700 éves csontból faragott hangszert, amely ma is megszólaltatható.
Eredetileg a mágia eszköze volt: a sámánok használták tevékenységük hatásának fokozására, később vált dallamjátszó hangszerré.
Az 1900-as évek elején hazánkban elterjedt gyermekjáték volt, jellemzően cigány kovácsok készítették.
Amennyiben a doromb nyelve a saját hangszertestből van hasítással kialakítva, akkor idioglott (azonos nyelvű) hangszertípusról beszélhetünk, amely típus főleg Óceániában és Délkelet-Ázsiában elterjedt. Viszont ha a nyelv más anyagból van kialakítva, akkor heteroglott (más nyelvű) dorombtípusról van szó, amelyek fémből készültek és a keret és a nyelv más összetételű fémből van kialakítva. Ázsiában és Európában szinte mindenütt ismert, az európai gyarmatosítók megjelenése előtt viszont az amerikai, az ausztrál és az afrikai kontinenseken nem ismerték a hangszertípust. Az európai dorombok dominánsan heteroglott fémdorombok, Belső-Ázsiában viszont egymás mellett fennmaradtak csontból készített idioglott és a fémből készített heteroglott dorombok. (Brauer-Benke József: A népi hangszerek története és tipológiája. MTA Bölcsészettudományi Kutatóközpont Zenetudományi Intézet 2014, 39.)
Habár a magyarság elméletileg már a honfoglalás előtti időszakban megismerkedhetett doromb típusú hangszerekkel, de sem a hangszer magyar elnevezése, sem régészeti leletek ezt nem igazolják. Sőt annak ellenére, hogy egyéb hangszerekre utaló zenész nevek és hangszer elnevezések már a 12. századtól adatolhatóak, a doromb elnevezés csak a 16. században bukkan fel a történeti anyagban. Ezért a történeti adatok áttekintése összességében arra enged következtetni, hogy szláv közvetítésű, német nyelvterületről elterjedő hangszerként jelent meg a térségben valamikor a 16. század folyamán. (Brauer-Benke József: A népi hangszerek története és tipológiája. MTA Bölcsészettudományi Kutatóközpont Zenetudományi Intézet 2014, 45.)